# Georges Millandy
Georges Millandy, nom d'artiste de Maurice Nouhaud, est un parolier français, auteur de chansons et interprète, né à Luçon (Vendée) le 1er août 1870, mort le 13 février 1964  à Meudon (Hauts-de-Seine).

## Élément biographiques
Georges Millandy monte à Paris pour s'adonner à sa passion, l'écriture. Il fréquente les cafés et cabarets et déclame ses textes au café Procope ou au cabaret des Noctambules. Il rencontre le chanteur Henri Dickson qui va populariser ses œuvres, notamment Quand l'amour meurt, musique d'Octave Crémieux (1900), repris par Marlène Dietrich dans le film Morocco de Josef von Sternberg en 1930, et par Jeanne Moreau dans Le Petit Théâtre de Jean Renoir en 1970. 
Millandy devient, en 1896, rédacteur en chef du journal Le Procope. Il publie des ouvrages sur son métier et les milieux de la musique. 
En 1938, une autre chanson célèbre de Millandy, Le Cœur de Ninon, est utilisée par Jean Renoir dans son film La Bête humaine.
En 1946, Georges Millandy est directeur des éditions Fortin, rue de Richelieu. Indépendant d'esprit, il affirmait je n'irai à mon bureau que trois fois par semaine et seulement l'après-midi[réf. souhaitée]. La SACEM lui remet une médaille en 1953.
En 1956, il fête ses 86 ans par un poème humoristique ironisant sur les simples octogénaires, dont voici les derniers vers :
Amis qui, sur votre chemin

Ne comptez que quatre-vingt piges,

Pour moi, vous êtes des gamins,

Et tant pis si ça vous afflige!
Le théâtre de Luçon, sa ville natale, porte son nom, ainsi qu'une rue et un complexe sportif de Meudon-la-Forêt.

## Publications
- Georges Millandy, Les Frêles Chansons, poèmes et mélodies,  Librairie Léon Vanier, A. Messein successeur, Paris, 1908
- Georges Millandy, Lorsque tout est fini... Souvenirs d'un chansonnier du quartier latin, Albert Messein éditeur, Paris, 1933
- Georges Millandy, Mon Vieux Boul'Mich', Indiscrétions et Anecdotes, Éditions Eugène Figuiere, Paris, 1935
- Georges Millandy, Au service de la chanson, Souvenirs d'un chansonnier aphone, Éditions Littéraires de France, Paris, 1939
- Georges Millandy, La Maraichine, aventure du marais poitevin, Éditions Littéraires de France, Paris, 1946
- Georges Millandy, La Chanson du Marais fou, Histouères & Chantuseries, Éditions Nicolas, Paris, 1947